# Bertina Lopes
Bertina Lopes (Maputo, 11 de julio de 1924-Roma, 10 de febrero de 2012) fue una pintora y escultora italiana nacida en Mozambique. En su trabajo, se muestra una profunda sensibilidad africana con colores saturados y composiciones audaces de figuras en forma de máscara y formas geométricas. Fue reconocida por destacar "la crítica social y el fervor nacionalista que influyó en otros artistas mozambiqueños de su tiempo".

## Biografía
Lopes nació en Maputo (anterior Lourenço Marques), Mozambique, el 11 de julio de 1924. Era hija de madre africana, cuya familia era conocida a nivel local, y de un trabajador del campo portugués. Fue educada en Maputo, pero después de su segundo año de bachillerato, se trasladó a Lisboa para completar la secundaria, donde estudió pintura y dibujo con Lino António y Celestino Alves y se licenció en pintura y escultura. Por esa época conoció a artistas como Marcelino Vespeira, Carlos Botelho, Albertina Mantua, Costa Pinheiro, Júlio Pomar y Nuno Sampayo. En 1953 Lopes regresó a Mozambique, donde se casó con el poeta Virgilio de Lemos, con quien tuvo gemelos. Durante nueve años, fue profesora de dibujo artístico en la Escuela Técnica de Niñas General Machado. Sus innovadoras habilidades de enseñanza solían entrar en conflicto con el sistema de enseñanza. En 1955 de Lemos publicó un poema anticolonial por el que fue juzgada por profanación de la bandera portuguesa. Posteriormente, se unió a la RELIMO de Mozambique (1954-61) y fue arrestada por subversión. Estos hechos reforzaron la simpatía de Lopes por los sectores de la población marginales y oprimidos de la población, un tema que a menudo se repetía en su arte. Durante este período de su vida, el nacionalismo cultural se convirtió en una gran influencia tanto para su obra de arte como para su ideología personal.
En 1956, Lopes pintó un mural llamado "Pavilhão da Evocação Històrica" que fue inaugurado con motivo de una visita oficial de António de Oliveira Salazar a Maputo. Tres años después, fue nombrada presidenta del “Nùcleo de Arte” de Maputo y vicepresidenta de la “Direcção” del “Nùcleo de Arte”. Debido a su asociación con De Lemos, y al estallido de la guerra de Independencia de Mozambique, Lopes se vio obligada a abandonar el país en 1961. Tras un corto período de tiempo en Lisboa, se mudó a Roma. En 1964 se casó con Francesco Confaloni, ingeniero informático y amante del arte. Durante esos tiempos se hizo amiga de algunos de los protagonistas de la escena artística italiana, incluidos Marino Marini, Renato Guttuso, Carlo Levi y Antonio Scordia. En 1965 Lopes obtuvo la ciudadanía italiana. En 1979 Lopes volvió a Mozambique por primera vez desde su partida. En 1982 su obra fue objeto de una gran exposición en el Museu Nacional de Arte Moderno de Maputo.
En 1986 se inauguró su primera retrospectiva en el Palazzo Venezia de Roma. En 1993 fue honrada como Comendadora de Méritos por el presidente de la República de Portugal Mário Soares en Lisboa. En 1995 Lopes fue la ganadora del Premio Gabriele D'Annunzio en Roma. En 2002 fue reconocida por el presidente italiano Carlo Azeglio Ciampi por sus contribuciones al arte. La última aparición pública de Lopes fue en la Bienal de Venecia en 2011.
Murió en Roma en 2012 a la edad de 86 años. El presidente de Mozambique, Armando Guebuza, describió a Lopes como "una mujer humilde, creativa, combativa y generosa, que siempre se exigió superar sus logros anteriores".

## Trabajo
Lopes recibió influencias de múltiples fuentes, como el arte mozambiqueño y el modernismo portugués. Entre 1946 y 1956, abrazó el arte de los pintores occidentales y del grafiti sudamericano. Tras la muerte de Pablo Picasso en 1970, Lopes le rindió homenaje con una intensa pintura que simbolizaba la represión política en España. Cuando Lopes se acercó a los círculos antifascistas, comenzó a oponerse a la idea de "arte negro" y se inspiró en la poesía de José Craveirinha y Noémia de Sousa, incorporando temas sociales en su trabajo.
El trabajo de Lopes también estuvo profundamente influenciado por los acontecimientos políticos que afectaron a su país de origen, en particular durante el período que siguió a la independencia y la guerra civil entre el Frente de Liberación de Mozambique y la Resistencia Nacional Mozambiqueña. Gran parte del trabajo de Lopes presentó cuentos de hadas e historias africanas que se relacionan con los eventos políticos que ocurrían en el momento de su producción.

## Reconocimientos
1950 - Premio de Pintura, Lourenço Marques (Mozambique)
1953 - Medalla de Prata, Lourenço Marques (Mozambique)
1953 - Prémio Empresa Moderna, Lda., Lourenço Marques (Mozambique)
1958 - Primera clasificada al Mayor Mérito Artístico, Beira (Mozambique)
1974 - Trullo D'Oro, Fasano di Puglia, Bríndisi
1974 - La Mamma nell'arte, Comunità di Sant'Egidio, Roma
1975 - Premio Internacional de Pintura, Centro Internacional de Arte y Cultura Mediterránea, Corfú (Grecia)
1978 - Líder d'arte. Campidoglio, Roma
1986 - Venere d'Argento, Erice, Trapani
1988 - Gran Premio de Honor, Unión Europea de Críticos de Arte, Roma
1991 - Premio Mundial de la Fundación Memorial Rachel Carson, Roma
1992 - La Plejade per l'Arte, Roma
1993 - Comendadora de Méritos, designado por Mario Soares, Presidente de la República de Portugal, Lisboa
1994 - Centro Francescano Internazionale di Studi per il dialogo fra i popoli (Centro Franciscano de Estudios Internacionales para promover el diálogo entre las personas), Asís
1995 - Premio Gabriele D'Annunzio, Pescara
1996 - Premio Messaggero della Pace UNIPAX, Roma
1998 - Premio Internazionale Arte e Solidarietà nell'Arca, Florencia
1998 - Premio Internacional Frà Angelico, Roma
2002 - Placa de plata del presidente de la República de Italia, Roma